# 中西夏之
中西 夏之（なかにし なつゆき、1935年（昭和10年）7月14日 - 2016年（平成28年）10月23日）は、日本の前衛美術・現代美術家。東京藝術大学名誉教授。女子美術大学客員教授。元倉敷芸術科学大学教授。美学校の設立にも奔走した。

## 経歴
1935年、東京市品川区大井町生まれ。1954年、東京都立日比谷高等学校卒業。同窓に作家の坂上弘・文芸評論の権田萬治などがいる。1958年、東京藝術大学絵画科（油画専攻）を卒業。大学時代の同窓に高松次郎・工藤哲巳・磯辺行久などがいる。1959年、シェル美術賞で佳作を受賞した。
1962年、高松次郎・川仁宏らと共に、山手線のホームや車内で卵型のコンパクトオブジェを用いた「山手線事件」のハプニングを行い、翌1963年、第15回読売アンデパンダン展に《洗濯バサミは攪拌行動を主張する》を出品、自身の代表作となる。同年、高松次郎・赤瀬川原平らと「ハイレッド・センター」（高・赤・中）を結成し、銀座の街頭や画廊などで日常に懐疑を突きつける多くのイベントを実践した。
1960年代から舞踏家の土方巽と交流をもち、周辺の瀧口修造や澁澤龍彦、シュルレアリスム系の画家や詩人たちと親交するほか、1965年、暗黒舞踏派公演『バラ色ダンス〜澁澤さんの家の方へ』、1968年、『土方巽と日本人—肉体の叛乱』で主要な舞台美術・装置を手がけ、笠井叡や山海塾らとも協働を重ねる。フランス・リヨン国立歌劇場でのペーター・エトヴェシュ作曲、天児牛大演出によるオペラ作品（『三人姉妹』（1998年）、『更級夫人』（2008年））などでも舞台美術を担当した。
1964年頃から再び絵画を手がけ、1969年から1971年にかけて《山頂の石蹴り》を制作。1978年《弓形が触れて》では弧線のモティーフを扱い、1980年代前半からは白い筆触の集積と紫の色面へと移行していった。1990年代以降は、画面を覆っていた筆触が色面へと変化した。
1996年より2003年まで東京藝術大学にて美術学部絵画科油画専攻教授を務め、2004年から2007年までは倉敷芸術科学大学で教授を務めた。
2016年10月23日、脳梗塞のため死去した。81歳没。

## 作風
初期には、砂を用いた絵画《韻》、連作廃品を溶接した《内触覚儀》、アクリル樹脂で身辺の事物を封じ込めたコンパクトオブジェなど物質的な要素の強い作品を制作し、1960年代以降も《正三角儀》や《山頂の石蹴り》など、幾何学的かつ身体感覚を強く反映した作品が多い。
1960年代後半からは「絵画」の制作を主軸とし、特に1970年代から、白、紫、黄緑といった色を基調とする、油彩の平面作品を発表。作家と現実空間との緊張関係を主題にした思考性の強い作品を数多く制作した。1995年の神奈川県立近代美術館での個展以来、インスタレーション「着陸と着水」シリーズを製作した。

## 主な作品
- 「コンパクト・オブジェ」（1959年）国立国際美術館
- 「韻」（1960年））東京国立近代美術館他
- 「エマンディタシオン」（1968年）板橋区立美術館
- 「l*字型‐左右の停止‐」（1986年）練馬区立美術館
- 「2・1・2・3柵型四群一瞥と擦れ違い」（1993年）東京ミッドタウン内
- 「汐留のための『4ツの月』」（2002年）電通本社ビル内

## 著書
- 『大活弧緩やかにみつめるためにいつまでも佇む、装置』筑摩書房 1989/4/1